# Batalla de Nazar y Asarta
La batalla de Nazar y Asarta fue uno de los combates de la Primera Guerra Carlista.

## Antecedentes
La rebelión estalló después de la convocatoria de las Cortes el 20 de junio de 1833 cuando el pretendiente Carlos, refugiado en Portugal, se negó a jurar lealtad a María Cristina de Borbón-Dos Sicilias y el 1 de octubre, apoyado por Miguel I de Portugal reclamó su derecho al trono. 
E la práctica la rebelión, que no tuvo el apoyo del ejército, empezó el día 2 en Talavera de la Reina cuando los voluntarios realistas locales proclamaron a Carlos rey de España iniciando una serie de insurrecciones de guerrilleros, exmilitares y voluntarios, asumiendo en muchos casos el control del gobierno municipal, en general con poco éxito, excepto en el País Vasco, Navarra y Logroño, pero sin llegar a controlar más que por poco tiempo las ciudades de estos territorios, y la guerra empezó el 6 de octubre cuando el general Santos Ladrón de Cegama tomó Logroño, pasando en Navarra para unirse con los sublevados, siendo capturado a la batalla de Los Arcos y fusilado a los pocos días, siendo sustituido en el mando por Francisco Iturralde, pero la presencia carlista quedó debilitada con la campaña del liberal Pedro Sarsfield y la derrota de la columna carlista que intentaba tomar Santander en la batalla de Vargas.
En Cataluña, la rebelión de Josep Galceran en Prats de Lluçanès el 5 de octubre fue sofocada por el capitán general Llauder. En Morella, Rafael Ramo de Vivo Pueyo proclamó rey a Carlos V el 13 de noviembre, pero fue capturado y ejecutado por los liberales después de la batalla de Calanda.
Tomás de Zumalacárregui asumió el liderazgo de la dirección de los contingentes navarros el 15 de noviembre, y de las tres provincias vascas tres semanas después, reactivando la rebelión al norte, organizando el ejército carlí, uniendo los batallones de Álava y Navarra y a pesar de la carencia de munición, los hizo entrar en combate.
Zumalacárregui, con 3000 hombres en 7 batallones, se dirigió a Asarta, en el valle de la Berrueza, donde esperó la llegada de las tropas de Manuel Lorenzo Oterino, a quienes se había unido el 26 de diciembre la columna de Marcelino de Oraá proveniente de Aragón.

## La batalla
Marcelino de Oraá atacó el 29 de diciembre en dos columnas sobre Nazar y provocó la retirada de la caballería carlista, unos 200 hombres, y de la infantería después de tres cargas a la bayoneta, mientras Manuel Lorenzo atacaba Asarta, donde estaba Tomás de Zumalacárregui, que aguantó el ataque,[10] pero cuando se quedaron sin munición ordenó la retirada.

## Consecuencias
Los carlistas se retiraron a Campezo y los liberales a Pamplona. Tomás de Zumalacárregui, después de las victorias de Abárzuza y Alsasua cambió la táctica de guerrilla dispersa, por el control efectivo del medio rural y de las comunicaciones, especialmente de los pasos del Pirineo navarro.